# Untreue (Deutschland)
Die Untreue stellt im deutschen Strafrecht einen Straftatbestand dar, der im 22. Abschnitt des Besonderen Teils des Strafgesetzbuchs (StGB) in § 266 normiert ist. Die Norm bezweckt den Schutz des Vermögens, weshalb sie zu den Vermögensdelikten zählt. Der Untreuetatbestand stellt unterschiedliche Verhaltensweisen unter Strafe, deren Gemeinsamkeit darin besteht, dass der Täter durch pflichtwidriges Verhalten fremdes Vermögen schädigt, das ihm anvertraut worden ist. Über eine tatbestandsmäßige Vertrauensstellung verfügen etwa Vorstandsmitglieder einer Aktiengesellschaft, Prokuristen und Testamentsvollstrecker. § 266 StGB beschreibt zwei Begehungsformen der Untreue: den Missbrauch und den Treubruch. Bei ersterem schädigt der Täter das Vermögen eines Dritten durch rechtsmissbräuchliche Ausübung seiner Verfügungs- beziehungsweise Vertretungsmacht, indem er zwar im Rahmen seines rechtlichen Könnens handelt, dabei aber das rechtliche Dürfen im Innenverhältnis überschreitet. So kann es sich etwa verhalten, wenn der Täter für einen anderen einen Vertrag abschließt, den er zwar bei formaler Betrachtung abschließen darf, dessen Abschluss ihm jedoch zuvor untersagt worden ist. Der Missbrauchstatbestand ist also auf rechtsgeschäftliche Verhaltensweisen zugeschnitten. Beim Treuebruchstatbestand tritt die Vermögensschädigung hingegen durch außervertragliche Verhaltensweisen ein, etwa durch Unterschlagung anvertrauter Gelder.
Für die Untreue können grundsätzlich eine Freiheitsstrafe bis zu fünf Jahren oder Geldstrafe verhängt werden. In besonders schweren Fällen sind sechs Monate bis zu zehn Jahre Freiheitsstrafe vorgesehen.
Der Tatbestand der Untreue ist im Strafgesetzbuch bereits seit dessen Inkrafttreten enthalten und war seitdem Gegenstand von Reformdiskussionen. Der gegenwärtige Tatbestand beruht auf einer Neufassung vom 1. Juni 1933. Seine Auslegung ist in der Rechtswissenschaft aufgrund der weit gefassten Tatbestandsmerkmale umstritten. Viele werfen der Norm eine zu große Unbestimmtheit und Unschärfe vor.
Kriminalpolitisch stellt die Untreue trotz der vergleichsweise geringen Anzahl der polizeilich erfassten Fälle (2021: 4.721 Fälle) neben dem Betrug (§ 263 StGB) einen zentralen Tatbestand des Wirtschaftsstrafrechts dar. Sein äußerst abstrakt und unbestimmt gehaltener Tatbestand verleiht dem § 266 StGB einen vielfältigen Anwendungsbereich; gelegentlich wird von einem „Allroundtalent des Wirtschaftsstrafrechts“ gesprochen. Die Aufklärungsquote der Untreue liegt mit über 95 % auf einem im Vergleich zu anderen Delikten überdurchschnittlichen Niveau.
Strafbestimmungen zur Untreue finden sich auch in anderen Staaten. Diese Regelungen weisen einige Gemeinsamkeiten zur deutschen Strafbestimmung auf. Der Untreuetatbestand des österreichischen Strafrechts (§ 153 StGB) stellt seinem Wortlaut nach lediglich den Missbrauch der Befugnis, über fremdes Vermögen zu verfügen, unter Strafe. Hierunter fällt sowohl das rechtsgeschäftliche Überschreiten dieser Befugnis als auch der Verstoß gegen Regeln, die dem Vermögensschutz des wirtschaftlich Berechtigten dienen. Der Schweizer Untreuetatbestand (Art. 158 StGB) stellt die ungetreue Geschäftsbesorgung und den Missbrauch einer Vertretungsbefugnis unter Strafe. Nach erstgenannter Alternative macht sich strafbar, wer in seiner Stellung als Vermögensverwalter, Aufsichtsorgan oder Geschäftsführer seine gesetzlichen oder vertraglichen Pflichten verletzt und dadurch bewirkt, dass der Geschäftsherr an seinem Vermögen geschädigt wird. Des Missbrauchs macht sich dagegen schuldig, wer seine Stellung als Vertreter missbraucht und hierdurch das Vermögen des Vertretenen schädigt.

## Normierung und Schutzzweck
Der Tatbestand der Untreue lautet seit seiner letzten Änderung am 1. April 1998 wie folgt:
(1) Wer die ihm durch Gesetz, behördlichen Auftrag oder Rechtsgeschäft eingeräumte Befugnis, über fremdes Vermögen zu verfügen oder einen anderen zu verpflichten, mißbraucht oder die ihm kraft Gesetzes, behördlichen Auftrags, Rechtsgeschäfts oder eines Treueverhältnisses obliegende Pflicht, fremde Vermögensinteressen wahrzunehmen, verletzt und dadurch dem, dessen Vermögensinteressen er zu betreuen hat, Nachteil zufügt, wird mit Freiheitsstrafe bis zu fünf Jahren oder mit Geldstrafe bestraft.
Das Verbot der Untreue soll das Vermögen vor Schädigungen schützen, die durch das treuwidrige Ausnutzen einer Vertrauensposition verursacht werden. Es soll also sicherstellen, dass Personen, die fremdes Vermögen verwalten, verantwortungsbewusst und im Interesse des jeweiligen Vermögensinhabers handeln. Einzelne Rechtswissenschaftler sehen durch die Norm zusätzlich das Vertrauen in die Redlichkeit des Wirtschaftsverkehrs geschützt.

## Entstehungsgeschichte

### PeculatusundFurtumals frühe strafrechtliche Schranken der Veruntreuung
Das römische Recht kannte noch keinen Tatbestand, der die Veruntreuung fremder Vermögenswerte im Allgemeinen unter Strafe stellte. Diesbezüglich existierte allerdings ein punktueller strafrechtlicher Schutz im Bereich des Staatswesens. So konnte die veruntreuende Unterschlagung öffentlicher Gelder als peculatus oder als furtum strafbar sein. Im Übrigen wurde Schutz vor Untreue durch das Zivilrecht gewährleistet.

### Weiterentwicklung der Untreue zu einem eigenständigen Delikt
Auch nach dem Untergang des weströmischen Reichs wurde im deutschsprachigen Raum zunächst kein allgemeines Untreuedelikt entwickelt. Lediglich im Einzelfall konnte der veruntreuende Umgang mit Sachen als eine Verletzung des Besitzes strafbar sein; untreueartige Handlungen konnten also in Bezug auf Sachen Erscheinungsformen des Diebstahl oder der Unterschlagung sein. Besondere Erwähnung fand dies jedoch nicht im Gesetz. Als eigenständiges Delikt wurde die Untreue erstmals durch die Constitutio Criminalis Carolina (CCC) von 1532 begriffen. Art. 170 CCC enthielt eine spezielle Strafvorschrift, die den treulosen Umgang mit fremden Sachen unter Strafe stellte. Art. 115 CCC war zwar auf den Parteiverrat zugeschnitten, wurde jedoch auch auf andere Personen angewandt, die einer Person schadeten, zu der sie in einem besonderen Pflichtverhältnis standen, etwa Kuratoren. Die Reichspolizeiordnung von 1577 enthielt in § 3 Titel 32 eine Strafnorm, die in Anlehnung an die römische actio tutelae directa den treuwidrigen Gebrauch einer Vormundsstellung verbot. Diese Regelungsansätze blieben jedoch vereinzelt. Überwiegend wurde in der Untreue weiterhin kein selbstständiges Delikt gesehen. Der Großteil der Rechtsordnungen des gemeinen Rechts ordnete Untreuehandlungen daher den vom römischen furtum abgeleiteten Delikten zu, insbesondere den Diebstahlsdelikten.
Dies änderte sich, als das Wesen des Diebstahls in Lehre und Praxis zunehmend von einer weit gefassten Besitzverletzung auf die rechtswidrige Aneignung reduziert wurde. Hierdurch wurden die bisherigen Diebstahlsdelikte zahlreiche einzelne Tatbestände aufgespalten. Dies führte zum Entstehen einiger Delikte, die treuwidriges oder veruntreuendes Verhalten unter Strafe stellten. Auf diese Weise verfuhr etwa das Preußische Allgemeine Landrecht von 1794, das in §§ 1331–1376 zahlreiche treuwidrige Verhaltensweisen mit Strafandrohung versahen. Der Schwerpunkt dieser Normen lag in der Verletzung einer besonderen Treuepflicht. Das Landrecht begriff die Untreue als qualifizierte Form des Betrugs.
Das Strafgesetzbuch für das Königreich Bayern von 1813 enthielt mit den Art. 295-298 und 398-403 zwei nach ihrer Schwere unterschiedenen Abschnitte gegen Untreue, die weit gefasst waren. Neben vermögensbezogenen Schädigungen erfasste sieh auch Bigamie, Ehebruch und Parteiverrat. Dagegen war der Untreue-Tatbestand des Art. 331 des Strafgesetzbuchs für das Königreich Bayern von 1861 ein reines Vermögensschädigungsdelikt, Bigamie, Ehebruch und Parteiverrat wurden nun in anderen Abschnitten geregelt.
Das preußische Strafgesetzbuch von 1851 regelte in § 246 die Strafbarkeit bestimmter Personengruppen an, die in einem besonderen Pflichtenverhältnis zu anderen standen. Genannt seien etwa Vormünder, Sequester und Makler. Diese machten sich wegen Untreue strafbar, wenn sie die Vertrauensstellung, die sie gegenüber ihrem Geschäftsherrn hatten, zu dessen Nachteil ausnutzten. Das am 1. Januar 1871 in Kraft getretene Strafgesetzbuch des Norddeutschen Bunds übernahm diese preußische Norm als § 266 und ergänzte sie um weitere Vertrauensverhältnisse, beispielsweise den Masseverwalter.

### § 266 StGB in der Fassung vom 1. Januar 1872
Das Reichsstrafgesetzbuch (RStGB) übernahm den § 266 des Strafgesetzbuchs für den Norddeutschen Bund unverändert und bedrohte die Untreue mit einer Gefängnisstrafe von bis zu fünf Jahren (§ 16 StGB a.F.).
 

Der damalige Wortlaut der Untreuevorschrift lautete:
1. Vormünder, Kuratoren, Güterpfleger, Sequester, Massenverwalter, Vollstrecker letztwilliger Verfügungen und Verwalter von Stiftungen, wenn sie absichtlich zum Nachtheile der ihrer Aufsicht anvertrauten Personen oder Sachen handeln;
2. Bevollmächtigte, welche über Forderungen oder andere Vermögensstücke des Auftraggebers absichtlich zum Nachtheile desselben verfügen;
3. Feldmesser, Versteigerer, Mäkler, Güterbestätiger, Schaffner, Wäger, Messer, Bracker, Schauer, Stauer und andere zur Betreibung ihres Gewerbes von der Obrigkeit verpflichtete Personen, wenn sie bei den ihnen übertragenen Geschäften absichtlich diejenigen benachteiligen, deren Geschäfte sie besorgen.
Diese Norm war in vielerlei Hinsicht in der Rechtswissenschaft umstritten: Kritik richtete sich zum einen die einzelfallartige Aufzählung der möglichen Täter und Tathandlungen, die in den Nummern 1 und 3 praktiziert wurde. Man beklagte, dass lediglich die Nummer 2 eine abstrakt-generelle Beschreibung des Täterkreises und der Tathandlungen enthielt.
Zum anderen beklagten viele, dass der Tatbestand nicht erkennen ließ, worin genau der Charakter der Untreue lag: § 266 Abs. 1 Nr. 1 und Nr. 3 StGB normierten Handlungen, bei denen der Bruch eines Treueverhältnisses im Mittelpunkt stand. Anders verhielt es sich bei § 266 Abs. 1 Nr. 2 StGB, der den Missbrauch einer Vollmacht unter Strafe stellte. Die tatbestandsmäßigen Handlungen waren also äußerst unterschiedlich. Wegen dieser uneinheitlichen Deliktsstruktur entwickelte sich ein Meinungsstreit darüber, welches Unrecht den Tatbestand des § 266 StGB prägte. Die Treuebruchstheorie, die sich auf die Nummern 1 und 3 stützte, nahm an, dass die Untreue Vermögensschädigungen verbot, die einer besonderen Treuepflicht des Täters zuwiderliefen. Kritik erfuhr diese Lehre dafür, dass sie die Nummer 2 nicht erklären konnte, für es nicht auf das Bestehen eines besonderen Treueverhältnisses ankam. Daher entstand eine Gegenposition, die Missbrauchstheorie, die sich an der Nummer 2 orientierte und die das strafbare Unrecht der Untreue in der Schädigung fremden Vermögens durch den Missbrauch einer Vertretungsmacht sah. An dieser Lehre wurde allerdings kritisiert, dass sie zu einer vom Gesetzgeber nicht beabsichtigten Verkürzung des Anwendungsbereichs des Tatbestands führte: wegen des Abstellens auf eine Vertretungsmacht erfasste diese Deutung nur rechtsgeschäftliches Handeln, wodurch sie beispielsweise schädigende Realakte wie die Verarbeitung außer Acht ließ.
Da diese Streitfrage anhand der geltenden Normfassung nicht befriedigend aufgelöst werden konnte, wurden mehrere Reformvorschläge ausgearbeitet, die jedoch nicht über das Entwurfsstadium hinaus gelangten. Der Gesetzgeber verzichtete währenddessen zunächst auf inhaltliche Veränderungen des Untreuetatbestands und beschränkte sich darauf, im Jahr 1876 das Strafmaß der Geldstrafe auf 3.000 Mark umzurechnen, später infolge der Inflation zu erhöhen und 1924 das Höchstmaß auf zehntausend, bei Begehung aus Gewinnsucht hunderttausend Reichsmark festzulegen (§ 27 ff. StGB a. F.).

### § 266 StGB in der Fassung vom 1. Juni 1933
Kurz nach der Reichstagswahl am 5. März 1933 und dem Erlass des Ermächtigungsgesetzes am 24. März begannen die Nationalsozialisten mit der Novellierung strafrechtlicher Vorschriften. Mit dem Gesetz zur Abänderung strafrechtlicher Vorschriften vom 26. Mai 1933 wurde unter anderem der Tatbestand der Untreue auf Betreiben des Reichsjustizministeriums in Anlehnung an frühere Reformvorschläge neu gefasst. Hierdurch sollten zwar die früheren Streitpunkte beseitigt und ein möglichst umfassender Vermögensschutz gewährleistet werden, andererseits sollte der Anwendungsbereich der Norm deutlich ausgeweitet werden. Infolgedessen wurde am 1. Juni 1933 der bis zum Ende der Weimarer Republik geltende Untreuetatbestand durch eine neue Fassung mit folgendem Wortlaut abgelöst:
Mit dieser Fassung ersetzte der Gesetzgeber die frühere einzelfallartige Regelung durch einen abstrakt formulierten Tatbestand und konzipierte zwei Tathandlungen, von denen eine Missbrauchs-, die andere Treuebruchscharakter besaß. Ebenfalls ergänzte er den Tatbestand um einen Absatz 2, der ein höheres Strafmaß vorschrieb, wenn die dort genannten Voraussetzungen (siehe oben) vorlagen. Das Mindestmaß der Zuchthausstrafe betrug ein Jahr (§ 14 StGB a. F.)

### Untreuestrafbarkeit nach dem Zweiten Weltkrieg
Nach dem Zweiten Weltkrieg wurde das bisherige RStGB mit Wirkung zum 1. Oktober 1953 in der Bundesrepublik als StGB neu bekanntgemacht. Im Zuge dessen entfernte der Gesetzgeber die Definitionen des besonders schweren Falls (und überließ dessen Definition den Gerichten) und führte ein Strafantragserfordernis ein, wenn sich die Tat gegen einen Angehörigen, einen Vormund oder einen Erzieher richtete. Zum 1. April 1970 wurden die Gefängnisstrafe und das Zuchthaus durch Freiheitsstrafe von gleicher Dauer ersetzt und die Aberkennung der bürgerlichen Ehrenrechte abgeschafft. Im Rahmen des Inkrafttretens des neuen Einführungsgesetzes zum Strafgesetzbuch zum 1. April 1975 wurde die kumulative Androhung von Freiheits- und Geldstrafe durch die Möglichkeit der alternativen Anordnung beider Sanktionen ersetzt, allerdings ist eine kumulative Verhängung auch heute noch aufgrund des damals eingeführten § 41 StGB möglich. Die höchstmögliche Geldstrafe wurde infolge der Einführung des Tagessatzsystems beträchtlich erhöht. Die explizite Anordnung des Strafantragserfordernis wurde durch einen Verweis auf die Strafantragserfordernisse des Diebstahls ersetzt.
In der DDR galten das RStGB und damit einhergehend auch dessen Untreuebestimmung zunächst fort. Am 1. Juli 1968 wurde das RStGB dort durch das Strafgesetzbuch der DDR abgelöst. Dieses enthielt in § 182 Abs. 1 eine Untreuebestimmung, die inhaltlich der entsprechenden Norm des RStGB ähnelte. Allerdings bedurfte es keines Vermögensnachteils, um den Tatbestand zu verwirklichen. Stattdessen musste der Täter in Bereicherungsabsicht handeln. Mit Wirkung zum 19. Dezember 1974 ergänzte der Gesetzgeber mit § 161a eine Sonderbestimmung, welche die Untreue zum Nachteil sozialistischen Eigentums einer gesonderten Bestimmung unterwarf. Anders als bei der regulären Untreue stand bei der Untreue zum Nachteil sozialistischen Eigentums bereits der Versuch unter Strafe. In § 162 wurden einige Fälle mit gesteigerten Unrechtsgehalt als schwere Untreue qualifiziert. Zum 1. Juli 1990 wurden die Untreuebestimmungen in §§ 163, 164 zusammengeführt. Mit dem Einigungsvertrag vom 3. Oktober 1990 wurde gemäß Anlage I, Kapitel 3, Sachgebiet C, Abschnitt III, Nr. 1 das StGB der DDR weitgehend durch das StGB der Bundesrepublik abgelöst. Dies schloss die Untreuestrafbarkeit mit ein. Im Zuge dessen wurden die Untreuetatbestände der DDR hinfällig.

### Entwicklungen nach der deutschen Wiedervereinigung
Durch das sechste Strafrechtsreformgesetzes wurde § 266 StGB zum 1. April 1998 um einen Verweis auf die neu eingeführten Regelbeispiele der besonders schweren Fälle des Betrugs ergänzt und die Mindeststrafe dafür von einem Jahr auf sechs Monate gesenkt.
Aufgrund der weiten Formulierung war und ist bis heute umstritten, inwiefern der Untreuetatbestand mit dem aus Art. 103 Abs. 2 GG abgeleiteten Bestimmtheitsgebot vereinbar und damit verfassungskonform ist. Häufig kritisiert wird insbesondere, dass die Tatbestandsmerkmale des § 266 StGB stark von vergleichsweise unbestimmten Normen des Zivilrechts, insbesondere des Gesellschaftsrechts, abhängig sind. Das Bundesverfassungsgericht setzte sich daher mehrfach mit der Verfassungskonformität der Untreue auseinander. Es urteilte, dass der Tatbestand trotz seiner äußerst weit gefassten Merkmale mit der Verfassung zu vereinbaren ist. Es hält jedoch insbesondere die Rechtsprechung dazu an, den Tatbestand präzisierend und konkretisierend auszulegen.

## Tatbestand

### Missbrauchstatbestand

#### Verpflichtungs- oder Verfügungsbefugnis
Der Tatbestand der Untreue enthält zwei Handlungsalternativen: den Missbrauch der Verfügungsbefugnis über fremdes Vermögen (Missbrauchstatbestand, § 266 Abs. 1 Alt. 1 StGB) und den Treuebruch (Treuebruchstatbestand, § 266 Abs. 1 Alt. 2 StGB). Der Vermögensbegriff des § 266 StGB entspricht dem des Betrugs, weswegen sich die Fremdheit des Vermögens nach zivil- und öffentlich-rechtlichen Maßstäben bestimmt. Daher ist Vermögen fremd, soweit es nicht ausschließlich dem Täter zusteht. Sowohl der Missbrauchs- als auch der Treuebruchstatbestand sanktionieren Verhaltensweisen, die sich durch den Fehlgebrauch einer eingeräumten Handlungsmacht auszeichnen. Der Missbrauchs- ist gegenüber dem Treuebruchstatbestand spezieller. Eine Strafbarkeit wegen Treuebruchs kommt daher nur dann in Frage, wenn der Täter nicht bereits wegen Missbrauchs strafbar ist.
Der Missbrauchstatbestand zeichnet sich dadurch aus, dass der Täter fremdes Vermögen in einer Weise belastet, die zwar rechtlich wirksam ist, die jedoch den Interessen seines Inhabers zuwiderläuft. Diese Belastung erfolgt durch das Einsetzen rechtsgeschäftlicher Befugnisse. Der Missbrauchstatbestand schützt also vor dem Fehlgebrauch solcher Befugnisse. Der Tatbestand setzt zunächst voraus, dass der Täter über das Vermögen einer anderen Person verfügen darf oder als Stellvertreter eines anderen in der Lage ist, diesen im Geschäftsverkehr zu verpflichten. Diese Befugnisse können sich aus Rechtsgeschäft, Gesetz oder behördlichem Auftrag ergeben.
Durch Rechtsgeschäft erhalten insbesondere bevollmächtigte Stellvertreter Verpflichtungs- und Verfügungsbefugnis. Als Beispiel sei der Prokurist genannt. Über eine entsprechende gesetzliche Befugnis verfügen etwa der Vormund (§ 1789 BGB), ggf. der Betreuer (§ 1838) BGB, der Testamentsvollstrecker (§ 2205 BGB) und der Insolvenzverwalter (§ 80 InsO). Verpflichtungs- und Verfügungsbefugnis durch behördlichen Auftrag besitzt beispielsweise der Bürgermeister.
Aus der spezifischen Schutzrichtung des Missbrauchstatbestands ergeben sich zwei Einschränkungen: Zum einen muss die Verpflichtungs- oder Verfügungsbefugnis wirksam erteilt worden sein. Fehlt es hieran, kommt eine Strafbarkeit nach § 266 Abs. 1 Alt. 1 StGB nicht in Betracht.
Zum anderen muss die vom Täter vorgenommene Rechtshandlung unmittelbar wegen seiner Befugnis wirksam sein. Hieran fehlt es, wenn sich die Wirksamkeit seiner Handlung erst aus zusätzlichen Rechtsnormen ergibt. Dies ist beispielsweise bei der unbefugten Übereignung einer fremden Sache der Fall: Hierbei nutzt der Täter keine ihm eingeräumte Befugnis aus, da ihn niemand zur Übereignung der Sache ermächtigt hat. Die Wirksamkeit der Übereignung resultiert allein aus einer Norm des Sachenrechts, die den Schutz des gutgläubigen Erwerbers bezweckt. Eine besondere Stellung nehmen in diesem Zusammenhang die § 170, § 171 und § 172 BGB ein, die für bestimmte Fallkonstellationen zwecks Schutz des Vertragspartners eine Vertretungsmacht fingieren. Diesen Konstellationen ist gemeinsam, dass der Rechtsverkehr den Täter aufgrund eines Rechtsscheins berechtigterweise für einen Stellvertreter halten darf. Dies ist beispielsweise der Fall, wenn der Vertretene dem Vertreter eine Vollmachtsurkunde ausstellt und diese nicht bei Erlöschen der Vertretungsmacht zurückfordert. Da die Vollmachtsurkunde für das Erlöschen der Vertretungsmacht unerheblich ist, handelt der Vertreter ohne Vertretungsmacht, sodass er eine solche auch nicht missbrauchen kann. Dennoch betrachtet die vorherrschende Auffassung das Ausnutzen dieser besonderen Verkehrsschutztatbestände als tatbestandsmäßigen Missbrauch: §§ 170–172 BGB knüpfen anders als andere gesetzliche Fiktionen an eine frühere rechtsgeschäftliche Erteilung einer Vertretungsmacht an. Im Ergebnis schädigt der Täter also dadurch fremdes Vermögen, dass ihm eine besondere Vertrauensstellung durch Rechtsgeschäft eingeräumt wurde.

#### Missbrauchshandlung

##### Begriff des Missbrauchs
Die Tathandlung des § 266 Abs. 1 Alt. 1 StGB liegt im Missbrauch der Verpflichtungs- oder Verfügungsbefugnis. Ein solcher Missbrauch wird allgemein definiert als Überschreiten des rechtlichen Dürfens im Rahmen des rechtlichen Könnens. Dies geschieht, indem der Täter den Vermögensinhaber im Rechtsverkehr zwar wirksam vertritt, hierbei jedoch von diesem erteilte Weisungen oder Beschränkungen missachtet.
Da eine wirksame Vertretung für einen Missbrauch erforderlich ist, schließt es eine Strafbarkeit wegen Untreue aus, wenn der Vertreter durch sein Handeln seine Vertretungsmacht überschreitet, also nicht nur sein rechtliches Dürfen, sondern auch sein rechtliches Können überschreitet.
Eine typische Konstellation des Missbrauchs einer Vertretungsmacht stellt das weisungswidrige Handeln eines Prokuristen dar. Nach § 50 Abs. 1 HGB entfalten Beschränkungen der Vertretungsmacht des Prokuristen durch den Vertretenen keine Wirkung gegenüber Dritten. Die Verletzung einer solchen Beschränkung kann zwar eine Pflichtverletzung des Prokuristen gegenüber dem Vertretenen bedeuten, ist jedoch für die Wirksamkeit der Stellvertretung grundsätzlich irrelevant. Der Vertretene wird also durch seinen weisungswidrig handelnden Prokuristen wirksam verpflichtet. Ähnliches gilt bei Geschäftsführern einer Gesellschaft. Diesen können zwar durch Gesellschaftsvertrag oder Satzung Vorgaben gemacht werden, jedoch entfalten diese lediglich im Innenverhältnis zwischen Geschäftsführer und Gesellschaft Wirkung, beschneiden also die Befugnisse des Geschäftsführers im Außenverhältnis gegenüber Dritten nicht (siehe etwa § 37 GmbHG).

##### Missbrauch durch Unterlassen
Ein Missbrauch kann auch durch ein Unterlassen des Täters erfolgen, wenn dieses wie eine rechtsgeschäftliche Erklärung wirkt. Dies ist beispielsweise beim Schweigen auf ein kaufmännisches Bestätigungsschreiben der Fall, da hierbei das Schweigen einen Vertragsschluss bewirkt. Ob bereits ein bloß treuwidriges Unterlassen, etwa das Verjährenlassen einer Forderung, als Missbrauch betrachtet werden kann, ist in der Rechtswissenschaft umstritten.
Ebenfalls strittig ist, ob auf den Missbrauch die Möglichkeit der Strafmilderung des § 13 Abs. 2 StGB Anwendung findet. Diese Streitfrage wurzelt in der Deliktsnatur der Untreue. § 13 Abs. 1 StGB sieht für Tatbestände, die an den Eintritt eines rechtlich missbilligten Erfolgs anknüpfen, vor, dass der Täter auch wegen unterlassener Verhinderung dieses Erfolgseintritts bestraft werden kann. Ergibt sich aus § 13 Abs. 1 StGB in Verbindung mit einem Deliktstatbestand eine Strafbarkeit, handelt es sich um ein unechtes Unterlassungsdelikt – in Abgrenzung zu Tatbeständen, die das Unterlassen selbst missbilligen, sodass es eines Rückgriffs auf § 13 Abs. 1 StGB nicht bedarf. Dies ist etwa bei der unterlassenen Hilfeleistung der Fall. Bei § 266 StGB erfasst bereits das Tatbestandsmerkmal des Missbrauchs die Begehung durch Unterlassen, sodass es eines Rückgriffs auf § 13 StGB nicht bedarf. Um auch dem Täter einer Untreue die von § 13 Abs. 2 StGB eingeräumte Möglichkeit der Strafmilderung zu belassen, wendet die Rechtsprechung diese Norm analog an, was nicht dem Analogieverbot widerspricht, da es sich um eine Analogie zugunsten des Täters handelt.

##### Tatbestandsausschließendes Einverständnis
Ein weisungs- oder interessenwidriges Verhalten stellt keinen tatbestandsmäßigen Missbrauch dar, wenn sich der Vermögensinhaber mit diesem Handeln einverstanden erklärt hat.
Ein solches tatbestandsausschließendes Einverständnis setzt zu seiner Wirksamkeit voraus, dass es nicht mit Willensmängeln behaftet ist. Ein solcher Mangel liegt etwa vor, wenn sich der Täter das Einverständnis durch eine Täuschung erschleicht.
Keinen Willensmangel stellt im Grundsatz ein Irrtum des Erteilenden dar, der auf geschäftlicher Unerfahrenheit beruht. Hiervon macht die Rechtsprechung eine Ausnahme, wenn der Täter das Unwissen des Anderen gezielt ausnutzt. Ein Einverständnis kann daher unwirksam sein, wenn der Vermögensinhaber vor dessen Erteilung nicht über das überdurchschnittlich große Risiko eines Geschäfts aufgeklärt wird, um diesen zur Einverständniserklärung zu bewegen. Eine weitere Ausnahme macht die Rechtsprechung bei Einverständniserklärungen, die gegen ein rechtliches Verbot verstoßen. Hierzu kann es beispielsweise kommen, wenn ein Aufsichtsorgan einer juristischen Person, etwa einer Aktiengesellschaft (AG), eine Erklärung abgibt, die satzungswidrig ist. Gleiches gilt bei der Zustimmung eines Studentenparlaments zu einer Handlung des seine Kompetenzen überschreitenden Allgemeinen Studentenausschusses.
Umstritten ist, inwieweit das Einverständnis der Gesellschafter einer Gesellschaft mit beschränkter Haftung (GmbH) tatbestandsausschließend wirken kann. Zwar stellt die Gesamtheit der Gesellschafter das höchste Entscheidungsorgan einer GmbH dar, allerdings unterliegt die Verwaltung dieser Kapitalgesellschaft einigen gesetzlichen Beschränkungen, die den Erhalt des Gesellschaftsvermögens sicherstellen sollen. Diese Vorgaben bestehen, da anders als beispielsweise bei einer offenen Handelsgesellschaft kein GmbH-Gesellschafter persönlich haftet. Den Gläubigern einer GmbH steht als Haftungssubjekt daher nur die Gesellschaft gegenüber. Fällt diese in Insolvenz, verlieren die Forderungen der Gläubiger faktisch einen großen Teil ihres Werts. Daher haben die Gläubiger ein großes Interesse daran, dass die Gesellschafter mit dem Kapital ihrer GmbH in redlicher und verantwortungsbewusster Weise wirtschaften. Während das Reichsgericht aus diesen Erwägungen dem Einverständnis der Gesellschafter zu veruntreuenden Handlungen der Geschäftsführer keine Bedeutung beimaß, erkennt der Bundesgerichtshof ein solches Einverständnis im Grundsatz an. Nicht auf ein Einverständnis gestützt werden können lediglich Handlungen, die gesetzlichen Vorschriften zuwiderlaufen und die Existenz der Gesellschaft gefährden. Hierzu zählen typischerweise Eingriffe in das zwecks Gläubigersicherung nach § 30 GmbHG zu erhaltende Stammkapital der Gesellschaft oder Maßnahmen, die eine Überschuldung der Gesellschaft bewirken. Entsprechendes gilt bei Aktiengesellschaften. Gegen diese Auffassung wird eingewandt, dass der Tatbestand der Untreue nicht dem Gläubigerschutz dient. Zu diesem Zweck seien die Insolvenzstraftaten geschaffen worden.

##### Risikogeschäfte
Die Gefahr eines Missbrauchsvorwurfs besteht insbesondere bei Tätigkeiten, bei denen es häufig zum Abschluss risikoreicher Geschäfte kommt. Dies ist regelmäßig im Wirtschaftsleben gegeben, beispielsweise bei der Leitung einer Kapitalgesellschaft. Gängige Risikogeschäfte stellen in diesem Zusammenhang etwa die Vergabe von Krediten, von Sponsorengeldern oder die Entscheidung über die Vorstandsvergütung dar. Die Gefahr der Strafandrohung steht in einem Spannungsverhältnis zur Üblichkeit und zur Notwendigkeit auch gewagterer unternehmerischen Entscheidungen.
Eine Strafbarkeit wegen Untreue scheidet aus, solange das riskante Geschäftshandeln von einem ausdrücklichen Einverständnis des Vermögensinhabers getragen ist. Fehlt ein konkretes Einverständnis, kann sich ein solches aus dem Handlungsspielraum ergeben, den der Vermögensinhaber dem Geschäftsführer zur Wahrnehmung seiner Aufgaben einräumt. Die Rechtsprechung nahm in derartigen Fällen an, dass ein Handeln noch innerhalb des Handlungsspielraums liegt, solange es sich um eine von Verantwortungsbewusstsein getragene, sorgfältig bedachte Entscheidung handelt. Dieses Verständnis barg indessen die Gefahr, dass der Tatbestand der Untreue bei zahlreichen unternehmerischen Fehlentscheidungen auch von geringem Gewicht in Betracht kommt und dadurch Personen in Entscheidungspositionen mit einem erheblichen Strafbarkeitsrisiko aussetzt. Die Rechtsprechung ging deshalb später dazu über, eine Untreue nur bei einer gravierenden Pflichtverletzung des Täters in Betracht zu ziehen.

#### Vermögensbetreuungspflicht

##### Ausgangspunkt
Die Auslegung des Missbrauchstatbestands ist umstritten, da der Gesetzestext doppeldeutig ist. Verständnisprobleme bereitet folgender Textabschnitt: „…und dadurch dem, dessen Vermögensinteresse er zu betreuen hat, Nachteil zufügt“. Die Meinungen gehen über der Frage auseinander, ob sich im Sinne des Gesetzes die Betreuungspflicht des Vermögensinteresses allein auf den Treuebruchstatbestand oder auch auf den Missbrauchstatbestand bezieht. Die herrschende Auffassung bejaht letztere Variante im Hinblick auf die Struktur des Tatbestands und das Gebot der restriktiven Auslegung des Untreuetatbestands. Daher setzt auch der Missbrauchstatbestand voraus, dass der Täter eine Vermögensbetreuungspflicht hat.

##### Voraussetzungen
Eine Vermögensbetreuungspflicht ist dadurch gekennzeichnet, dass sie im Schwerpunkt die Wahrnehmung fremder Vermögensinteressen zum Gegenstand hat. Eine solche Pflicht kann wie eine Verpflichtungs- oder Verfügungsbefugnis aus Rechtsgeschäft oder Gesetz resultieren. Ferner kann sie aus anderen Vertrauensverhältnissen hervorgehen. Da der Gesetzeswortlaut an dieser Stelle wenig aussagekräftig ist, zieht die Rechtswissenschaft zusätzliche Kriterien heran, um strafrechtlich relevante Vermögensbetreuungspflichten zu ermitteln.
So geht sie beispielsweise davon aus, dass sich die Pflicht primär auf den Schutz des anvertrauten Vermögens richten muss. Ferner muss sie durch Selbstständigkeit gekennzeichnet sein und dem Vermögensbetreuungspflichtigen einen eigenen Entscheidungsspielraum hinsichtlich der Verwaltung des Vermögens einräumen. Eine Vermögensbetreuungspflicht ist daher insbesondere bei Personen zu verneinen, die zwar Zugriff auf fremdes Vermögen haben, diesen jedoch nur unter Überwachung oder Steuerung von Dritten ausüben können. Dies ist typischerweise bei Boten, Sekretärinnen und Kurierfahrern der Fall.
Darüber hinaus muss diese Pflicht des Täters aus Sicht des Vermögensinhabers von zentraler Bedeutung sein. Als typische Indizien hierfür benennt die Rechtsprechung Dauer und Umfang der Tätigkeit des Pflichtigen. Schließlich muss die Betreuungspflicht innerhalb des Pflichtenprogramms des Täters eine wesentliche Stellung einnehmen. Hierdurch wird vermieden, dass bereits eine nebensächliche Vertragsverletzung oder vertragswidriges Verhalten bei Austauschgeschäften wie Kauf- und Werkverträgen eine Strafbarkeit wegen Untreue begründen können. Bei diesen Geschäften fehlt es an der Wahrnehmung eines fremden Interesses, da beide Vertragspartner aufgrund ihres eigenen Interesses an den ihnen zustehenden Leistungen handeln. Zwar folgt auch bei solchen Verträgen aus § 241 Abs. 2 BGB für beide Vertragsparteien die Pflicht, auf die Rechtsgüter des anderen Rücksicht zu nehmen, allerdings ist diese Pflicht eine bloße vertragliche Nebenpflicht, deren Verletzung nicht vom Strafzweck der Untreue erfasst ist.

##### Fallbeispiele
Als vermögensbetreuungspflichtig sah die Rechtsprechung beispielsweise den Handelsvertreter gegenüber seinem Auftraggeber, den Kommissionär gegenüber dem Kommittenten und den Rechtsanwalt gegenüber seinem Mandanten an. Bei einem Beamten genügt dagegen nicht die allgemeine Treuepflicht gegenüber dem Staat, vielmehr muss ihm eine besondere Pflicht in Vermögensangelegenheiten zugewiesen sein. Beim Verwalter einer Kasse ist die Ausgestaltung der Verwaltungspflicht maßgeblich. Eine hinreichende Betreuungspflicht nimmt die Rechtsprechung an, wenn der Kassierer zur Kontrolle Bücher führt, Quittungen erteilt und Wechselgeld herausgibt.
Ebenfalls für vermögensbetreuungspflichtig hält der Bundesgerichtshof den Vermieter, der die Sicherheitskaution des Mieters entgegen der Vorgabe des § 551 Abs. 3 BGB verwaltet. Diese Norm verpflichtet den Vermieter, die Kaution des Mieters bei einer Bank zu hinterlegen. Verwendet er das Geld in anderer Weise, komme eine Strafbarkeit wegen Untreue in Betracht, da der Vermieter dem Mieter gegenüber eine treuhänderische Pflicht habe. Diese Rechtsprechung sieht sich Kritik aus dem Schrifttums ausgesetzt: Die Verwaltung der Kaution durch den Vermieter stelle nicht dessen Hauptpflicht gegenüber dem Mieter dar. Ebenfalls fehle es dem Vermieter an einem hinreichenden Entscheidungsspielraum bei der Nutzung der Kautionssumme, da § 551 Abs. 3 BGB ihn dazu verpflichtet, das Geld bei einer Bank anzulegen.
Umstritten ist in Lehre und Praxis, ob eine Vermögensbetreuungspflicht durch Abreden entstehen kann, die gegen das Gesetz oder die guten Sitten verstoßen. Dies ist beispielsweise der Fall, wenn jemand einem anderen Geld anvertraut, damit dieser es zwecks Steuerhinterziehung ins Ausland überweist. Nach einer Ansicht entsteht wegen der rechtlich missbilligten Natur einer solchen Abrede keine Vermögensbetreuungspflicht, da deren strafrechtlicher Schutz im Widerspruch zur übrigen Rechtsordnung stünde. Die Gegenansicht, die auch von der Rechtsprechung vertreten wird, bejaht dagegen grundsätzlich bei rechtlich missbilligten Abreden die Möglichkeit einer Vermögensbetreuungspflicht, da das Vermögen durch das missbilligte Handeln der Beteiligten nicht seinen Schutz verliere. Nach der letztgenannten Ansicht käme daher eine Strafbarkeit wegen Untreue in Betracht, wenn derjenige, dem das Vermögen anvertraut wurde, dieses zu eigenen Zwecken verwendet. Unstreitig wird der Tatbestand des § 266 StGB jedenfalls nicht dadurch erfüllt, das rechts- oder sittenwidrige Geschäft zu unterlassen, selbst wenn eine Vermögensbetreuungspflicht dies geböte. Dies stünde im Widerspruch zur Rechtsordnung.

### Treuebruchtatbestand

#### Verletzung einer Vermögensbetreuungspflicht
Sofern der Missbrauchstatbestand nicht einschlägig ist, kann das Delikt der Untreue auch durch einen Treuebruch verwirklicht werden. Hierzu muss der Täter eine Vermögensbetreuungspflicht verletzen.
Als Pflichtverletzung kommt zunächst ein Verstoß gegen eine vertragliche oder gesetzliche Pflicht in Betracht. Diese Pflichtverletzung kann im Rahmen eines Rechtsgeschäfts oder, anders als beim Missbrauchstatbestand, im Rahmen einer tatsächlichen Einwirkung auf das Vermögen erfolgen. Bereits das Unterschreiten der verkehrstypischen Sorgfaltspflicht kann eine tatbestandsrelevante Pflichtverletzung darstellen. Nach der Rechtsprechung kann eine Pflichtverletzung auch im Verstoß gegen ausländisches Gesellschaftsrecht liegen, wenn sich der Täter an einer ausländischen Gesellschaftsform beteiligt. Hiergegen wird eingewandt, dass die Anwendung von Pflichten aus anderen Rechtsordnungen gegen das Bestimmtheitsgebot verstoße und den Parlamentsvorbehalt missachte.
Erforderlich ist, dass die Verletzungshandlung im Rahmen des durch die Vermögensbetreuungspflicht geprägten Treueverhältnisses stattfindet. Der Täter muss also gerade gegen eine Pflicht verstoßen, die Bestandteil seiner Vermögensfürsorge ist.
Wie beim Missbrauch kann auch ein Treuebruch durch Unterlassen begangen werden. Dies ist beispielsweise der Fall, wenn der Täter ihm anvertrautes Unternehmensvermögen ohne Information seiner Vorgesetzten auf ein geheimes Konto überweist, um Geschäftspartner des Unternehmens zu bestechen. Weiterhin kann die Strafbarkeit auch beim Treuebruch durch ein tatbestandsausschließendes Einverständnis entfallen.

#### Beschränkung auf gravierende Pflichtverletzungen
Die Treuebruchsalternative besitzt durch ihre wenig bestimmten Voraussetzungen einen äußerst weit gefassten Anwendungsbereich, sodass sie im Spannungsverhältnis zum strafrechtlichen Bestimmtheitsgebot steht. Aus diesem Grund ist eine restriktive Auslegung der Tatbestandsmerkmale geboten.
Daher ging der erste Strafsenat dazu über, nur Pflichtverletzungen schwerwiegender Art als tatbestandsmäßig anzuerkennen. Als Beispiele für eine solche schwerwiegende Pflichtverletzung nannte der Bundesgerichtshof in einer Entscheidung über eine pflichtwidrige Kreditvergabe die Missachtung von Informationspflichten, das Erteilen falscher Auskünfte gegenüber Gesellschaftern und Aufsichtsorganen, das Überschreiten der zulässigen Kredithöchstsumme und das eigennützige Handeln des Täters. Im Bezug auf Sponsoring-Beschlüsse nannte er als Beispiele, bei denen eine gravierende Pflichtverletzung nahe liegt, die fehlende Nähe der Förderung zum Unternehmensgegenstand, die Unangemessenheit im Hinblick auf die Ertrags- und Vermögenslage des Förderers, fehlende innerbetriebliche Transparenz und das Verfolgen sachwidriger Motive durch den Verantwortlichen.
Im wenige Jahre nach diesen Entscheidungen stattfindenden Mannesmann-Prozess distanzierte sich der zuständige dritte Strafsenat von der vom ersten Strafsenat entwickelten Restriktion auf gravierende Pflichtverletzungen und sah diese allenfalls bei unternehmerischen Risiko- und Spendenentscheidungen als bedeutend an, nicht jedoch im vorliegenden Prozess. In diesem waren vertraglich nicht vorgesehene Prämienzahlungen an einzelne Manager der Mannesmann AG streitgegenständlich. Sofern derartige Zahlungen ohne rechtliche Pflicht erfolgen und für die Gesellschaft keinen Nutzen bringen, stelle dies als zweckwidrige Verwendung von Gesellschaftsvermögen eine hinreichende Pflichtverletzung dar. Gegen den Verzicht auf das Merkmal der gravierenden Pflichtverletzung wandten Rechtswissenschaftler ein, dass die restriktive Auslegung des Tatbestands in allen Tatsituationen geboten sei, um den Treuebruchstatbestand verfassungskonform auszulegen.

#### Fallbeispiele
Eine Pflichtverletzung kann die Aneignung eines Vermögensgegenstands darstellen, der dem Täter anvertraut wurde. Hierzu zählt auch das Bilden schwarzer Kassen, die dazu dienen, Geldmittel eigenmächtig abzuzweigen und zu verwenden. Ebenfalls tatbestandsmäßig können überhöhte Zahlungen aus dem Vermögen einer Gesellschaft sein, etwa unverhältnismäßig hohe Löhne oder Provisionen. Gleiches gilt für den Abschluss von Verträgen zu besonders nachteiligen Konditionen für die Gesellschaft. Ebenso verhält es sich mit der Bezahlung von Geldstrafen aus dem Verbandsvermögen, die gegen einzelne Mitglieder eines öffentlich-rechtlichen Verbands verhängt wird. Manipulative Buchführung stellt ebenfalls eine Vermögensbetreuungspflichtverletzung dar.

### Vermögensnachteil

#### Parallelen zum Betrugstatbestand
Eine Strafbarkeit wegen Untreue setzt ferner voraus, dass als Folge des Missbrauchs oder des Treubruchs ein Vermögensnachteil beim Vermögensinhaber eintritt. Dieses Merkmal entspricht im Grundsatz dem Tatbestandsmerkmal Vermögensschaden des Betrugs, weswegen an dieser Stelle zahlreiche Parallelen zwischen beiden Delikten bestehen.
Dementsprechend gilt für Betrug und Untreue gleichermaßen das Prinzip der Gesamtsaldierung. Hiernach liegt ein Vermögensnachteil vor, wenn der Vermögensinhaber einen Verlust erleidet, der nicht unmittelbar durch eine Gegenleistung kompensiert wird. Auch ein finanzieller Gewinn, der durch pflichtwidriges Unterlassen des Vermögensbetreuungspflichtigen nicht erwirtschaftet wurde, kann als entgangener Gewinn einen Schaden darstellen. Hierfür müssen eine Pflicht zur Vermögensvermehrung und eine hinreichend konkretisierte Gewinnerwartung bestehen.
Umstritten ist – wie beim Betrug –, wie der Begriff des Vermögens zu verstehen ist. Nach dem von der Rechtsprechung im Grundsatz favorisierten wirtschaftlichen Vermögensbegriff zählen hierzu alle vermögenswerten Positionen. Die Gegenansicht, die als juristisch-ökonomischer Vermögensbegriff bezeichnet wird, beschränkt sich auf Vermögenswerte, die von der Rechtsordnung nicht missbilligt sind, da ein weitergehender Schutz wertungswidersprüchlich sei.

#### Gefährdungsschaden
Wie beim Tatbestand des Betrugs kann auch bei der Untreue nach vorherrschender Ansicht der Vermögensnachteil in einem Gefährdungsschaden bestehen. Ein solcher Schaden liegt vor, wenn ein Vermögenswert in die Saldierung eingestellt wird, dessen Wert von einer Prognose abhängt. So verhält es sich typischerweise bei offenen Forderungen: Deren gegenwärtiger Wert hängt maßgeblich davon ab, ob zu erwarten ist, dass der Schuldner diese in Zukunft begleicht.
Von einem Gefährdungsschaden ging die Rechtsprechung bei der Untreue beispielsweise aus, als der Täter das zu betreuende Vermögen als schwarze Kasse verwaltet hatte oder als er mit dem zu betreuenden Vermögen einen anfechtbaren Anspruch erworben hatte. Auch der Abschluss eines riskanten Geschäfts stellt nach der Rechtsprechung einen Gefährdungsschaden dar, wenn das Risiko eines Verlusts die Wahrscheinlichkeit eines Gewinns bei Weitem übersteigt.
Während im Grundsatz Einigkeit darüber besteht, dass sich der Gefährdungsschaden aus der konsequenten Anwendung des Saldierungsprinzips ergibt, besteht über dessen genauen Voraussetzungen Streit. Das Problem bei der Berücksichtigung von Prognosen besteht darin, dass diese naturgemäß Unschärfen und Ungewissheiten verarbeiten. Dies steht in einem Spannungsverhältnis zum Bestimmtheitsgebot des Art. 103 Abs. 2 GG. Dies gilt gleichermaßen für Betrug und Untreue. Allerdings spitzt sich die Problemlage bei § 266 StGB stärker zu als bei § 263 StGB: Zum einen verfügt der Betrug über einen präziser ausgeformten Tatbestand als die Untreue. Zum anderen ist der Versuch der Untreue anders als der versuchte Betrug straflos. Die Abgrenzung zwischen Schaden und bloßer Gefahr eines Schadens entscheidet daher bei § 266 SGB über das Vorliegen von Strafbarkeit oder Straflosigkeit und nicht wie beim Betrug über die Abgrenzung von Vollendung oder Versuch.
Das Schrifttum erkannte diese Problemlage und entwickelte zahlreiche Vorschläge, um die vagen Merkmale der Vermögensgefährdung zu präzisieren. Teilweise wird darauf abgestellt, inwieweit der Vermögensinhaber die Gefährdung seines Vermögens beherrschen kann. Andere orientieren sich am Zivilrecht und bejahen eine schadensgleiche Vermögensgefährdung, wenn die Verlustgefahr so groß ist, dass das Zivilrecht dem Vermögensinhaber einen Ausgleichsanspruch zuspricht oder ihn als entreichert im Sinne von § 818 Abs. 3 BGB ansieht. Wiederum andere halten es für erforderlich, dass die Vermögensgefährdung unmittelbar in einen Vermögensverlust münden kann, ohne dass beispielsweise ein Handeln Dritter erforderlich ist.
Die Rechtsprechung verhält zu diesem Problem uneinheitlich: Ein Teil der BGH-Senate verlagert das Problem in den subjektiven Tatbestand. Sie wollen die Vagheit des objektiven Tatbestands kompensieren, indem sie die Anforderungen an die Vorsatzfeststellung erhöhen: Der Täter müsse billigend in Kauf nehmen, dass sich der Gefährdungsschaden in einem weiteren Schaden realisiert. Andere Senate halten dies für verzichtbar und erblicken im Gefährdungsschaden ein reines Problem des objektiven Tatbestands.
Wegen der verfassungsrechtlichen Problematik des Gefährdungsschadens befasste sich auch das Bundesverfassungsgericht mehrfach im Rahmen von Verfassungsbeschwerden mit dieser Figur. Dieses stellte fest, dass die Anerkennung des Gefährdungsschadens im Grundsatz mit der Verfassung vereinbar ist, da sich in einer Marktwirtschaft auch Zukunftserwartungen wertbildend auswirken können. Dies sei insbesondere im Bilanzrecht anerkannt. Allerdings wies das Gericht auch darauf hin, dass die Prüfung eines Gefährdungsschadens bei der Untreue aus vor dem Hintergrund des Bestimmtheitsgebots problematisch sein kann. Daher sei es notwendig, den Gefährdungsschaden nachvollziehbar darzulegen und zu ermitteln. Insbesondere müsse der Gefährdungsschaden beziffert werden. Schließlich formulierte das Gericht ein Verschleifungsverbot: Es dürfte nicht von Vorliegen einer Pflichtverletzung, etwa dem Eingehen eines riskanten Geschäfts, auf den Nachteil geschlossen werden. Der Nachteil sei ein eigenständiges Merkmal, der unabhängig von der Pflichtverletzung festgestellt werden muss.

#### Kompensation des Verlusts
Der Vermögensnachteil kann entfallen, wenn der Täter bei Tatbegehung den Verlust kompensieren will und hierzu auch finanziell in der Lage ist. Hierfür genügt nach der Rechtsprechung bei unternehmerischen Entscheidungen, dass der Vermögensverlust als Teil eines einheitlichen wirtschaftlichen Vorhabens auf einem Plan beruht, der zu einem Vermögenszuwachs führt.
Ausgangspunkt für die Beurteilung eines Vermögenszuflusses als Kompensation ist deren objektiver Wert. Besondere Probleme stellen sich, wenn die mögliche Kompensation nicht exakt quantifizierbar ist, so dass unterschiedliche Methoden zur Berücksichtigung der Kompensation angewandt werden können. Ist dieser Zufluss mit einer erheblichen Belastung für den Vermögensinhaber verbunden oder stellt sie sich für ihn als wertlos dar, ist er nicht geeignet, den Vermögensnachteil zu kompensieren. Dies wird als individueller Schadenseinschlag bezeichnet, ein Prinzip, das auch beim Betrug zur Anwendung kommt.

### Vorsatz
Eine Strafbarkeit wegen Untreue erfordert gemäß § 15 StGB zumindest bedingten Vorsatz. Der Täter muss daher zumindest erkennen, dass er durch sein missbräuchliches oder pflichtwidriges Handeln einen Vermögensnachteil realisieren kann, und dies als Folge seines Handelns billigend in Kauf nehmen.
Dass bedingter Vorsatz als schwächste Form des Vorsatzes genügt, führt insbesondere im Bereich des Wirtschaftsstrafrechts zu einem großen Anwendungsbereich der Norm. Bei risikoreichen Geschäften, denen eine Verlustgefahr typischerweise immanent ist, stellen sich daher besondere Probleme, weil der Täter oft in Kenntnis der Risikolage handelt. Um die Strafbarkeit wegen Untreue auf strafwürdige Fälle zu beschränken, stellt die Rechtsprechung an den Nachweis des Vorsatzes hohe Anforderungen. Sie fordert insbesondere, dass der Täter erkennt, dass er nicht im Sinne des Vermögensinhabers handelt. Hält er sein Handeln irrigerweise für pflichtgemäß, kann dies einen vorsatzausschließenden Tatbestandsirrtum (§ 16 StGB) darstellen.
Besondere Maßstäbe gelten auch bei der Annahme des Vorsatzes bezüglich der Nachteilsverursachung. Nach der Rechtsprechung liegt die billige Inkaufnahme eines Nachteils umso näher, je größer die Gefährdung des fremden Vermögens ist. Gefährdet er sogar die Existenz des Vermögensinhabers, sei der Vorsatz beinahe indiziert.

## Beteiligung
Die Vermögensbetreuungspflicht ist ein besonders persönliches Merkmal im Sinne von § 28 Abs. 1 StGB. Die Untreue ist daher in beiden Begehungsformen ein Sonderdelikt. Ist an der Tat eine Person beteiligt, die keine Vermögensbetreuungspflicht gegenüber dem geschädigten Vermögensinhaber innehat, kann sich diese daher nicht als Täter, sondern nur als Teilnehmer strafbar machen, also als Anstifter oder Gehilfe.
Im Falle der Beihilfe ergibt sich aus der Anwendbarkeit von § 28 Abs. 1 StGB, dass die Strafe zweifach nach § 49 Abs. 1 StGB zu mildern ist: sowohl § 27 Abs. 2 StGB als auch § 28 Abs. 1 StGB sehen eine solche Milderung vor. Die Rechtsprechung beschränkt sich jedoch auf eine einfache Strafmilderung, wenn der Täter allein deshalb als Gehilfe anzusehen ist, weil er nicht vermögensbetreuungspflichtig ist, da sein Beitrag das Gewicht eines täterschaftlichen Handelns besitzt. Schließlich knüpfen in diesem Fall beide Milderungsvorschriften an denselben Umstand an, weshalb nur eine einmalige Milderung angemessen sei.
Handelt der Täter als Stellvertreter einer vermögenbetreuungspflichtigen Person, ist er nicht zwangsläufig selbst vermögensbetreuungspflichtig. Eine Strafbarkeit wegen Untreue ist dennoch trotz fehlender Vermögensbetreuungspflicht unter Anwendung von § 14 Abs. 1 StGB möglich. Diese Norm erstreckt die strafrechtliche Verantwortung des Trägers eines besonderen persönlichen Merkmals auf Personen, die als deren Stellvertreter auftreten.

## Versuch, Vollendung und Beendigung
Die Untreue ist sowohl vollendet als auch beendet, wenn zumindest teilweise ein Vermögensnachteil eintritt. Liegt der Vermögensnachteil in einer Gefährdung, tritt Beendigung erst ein, wenn die Verlustgefahr in einem tatsächlichen Verlust resultiert oder wenn feststeht, dass kein Verlust eintreten wird.
Auf Grund des Vergehenscharakters der Untreue bedarf die Strafbarkeit des Versuchs nach § 23 Abs. 1 Variante 2 StGB der ausdrücklichen Bestimmung im Gesetz. Eine solche enthält § 266 StGB nicht. Der Gesetzgeber erwog zwar, die Versuchsstrafbarkeit im Rahmen des sechsten Strafrechtsreformgesetzes von 1998 einzuführen, allerdings gab er dieses Vorhaben auf, nachdem dieses Unterfangen in der Rechtswissenschaft insbesondere aufgrund zu erwartender Beweisprobleme heftig kritisiert wurde.

## Prozessuales und Strafzumessung

### Strafrahmen und Verfolgbarkeit
Für die Untreue können grundsätzlich eine Freiheitsstrafe bis zu fünf Jahren oder Geldstrafe verhängt werden. Damit handelt es sich bei der Untreue nach § 12 Abs. 2 StGB um ein Vergehen.
Die Untreue wird grundsätzlich als Offizialdelikt von Amts wegen verfolgt. Durch den Verweis des § 266 Abs. 2 StGB auf § 247 StGB und § 248a StGB ist die Tat ausnahmsweise ein Antragsdelikt, wenn das Tatopfer ein Angehöriger, ein Vormund oder ein Betreuer ist oder der durch die Tat entstandene Schaden gering ist.
Ab dem Zeitpunkt der Beendigung der Tat beginnt gemäß § 78a StGB die Verjährung. Die Verjährungsfrist beträgt aufgrund des Strafrahmens des § 266 StGB gemäß § 78 Abs. 3 StGB fünf Jahre.
Der Tatbestand der einfachen Untreue wird i. d. R. durch die Schutzpolizei bearbeitet, schwerwiegendere Fälle durch die Kriminalpolizei. Bestimmte schwerwiegendere Fälle von Untreue können auch zur Wirtschaftskriminalität zählen. Dies ist z. B. der Fall, soweit im Rahmen des ersten Rechtzuges eine Strafkammer gemäß § 74c Abs. 1 S. 1 GVG als Wirtschaftsstrafkammer zuständig ist. Diese sind in der Regel Kammern des Landgerichts.

### Regelbeispiele
Durch Verweis des § 266 Abs. 2 StGB auf § 263 Abs. 3 StGB finden die Regelbeispiele des Betrugs entsprechende Anwendung auf die Untreue als unverbindliche Strafschärfungsempfehlungen für den Richter. Ein besonders schwerer Fall der Untreue liegt demnach vor, wenn:
1. der Täter gewerbsmäßig oder als Mitglied einer Bande handelt,
2. einen Vermögensverlust großen Ausmaßes herbeiführt oder in der Absicht handelt, durch die fortgesetzte Begehung einer Untreue eine große Zahl von Menschen in die Gefahr des Verlustes von Vermögenswerten bringt,
3. eine andere Person in wirtschaftliche Not bringt,
4. seine Befugnisse oder seine Stellung als Amtsträger oder Europäischer Amtsträger missbraucht oder
5. einen Versicherungsfall vortäuscht, nachdem er oder ein anderer zu diesem Zweck eine Sache von bedeutendem Wert in Brand gesetzt oder durch eine Brandlegung ganz oder teilweise zerstört oder ein Schiff zum Sinken oder Stranden gebracht hat.

Ausgeschlossen ist aufgrund des Verweises auf § 243 Abs. 2 StGB die Annahme eines schweren Falls der Untreue, wenn der durch die Tat entstandene Schaden gering ist. Dies trifft nach überwiegender Ansicht zu, wenn er kleiner als 50 € ist.

## Gesetzeskonkurrenzen
Werden im Zusammenhang mit einer Tat nach § 266 StGB weitere Delikte verwirklicht, stehen diese zur Untreue in Gesetzeskonkurrenz. Häufig tritt die Untreue in Kombination mit anderen Vermögensdelikten auf. Werden neben der Untreue weitere Delikte verwirklicht, kommen mehrere Konkurrenzverhältnisse in Betracht. In Tateinheit (§ 52 StGB) steht die Untreue typischerweise mit dem Betrug, der Unterschlagung (§ 246 StGB), dem Diebstahl (§ 242 StGB), der Urkundenfälschung (§ 267 StGB) und der Steuerhinterziehung (§ 370 der Abgabenordnung). Eine tateinheitlich begangene Untreue liegt in der Regel auch bei Insolvenzstraftaten nahe. Eine Tatmehrheit (§ 52 StGB) kommt bei der Bestechlichkeit (§ 332 StGB) in Betracht, wenn beide Delikte durch separate Handlungen verwirklicht werden.
Innerhalb von § 266 StGB ist der Missbrauch ein Spezialfall des Treuebruchs, daher verdrängt er diesen. Liegen allerdings sowohl ein Missbrauchs- als auch eine Treuebruchshandlung vor, die jeweils eigenständige Vermögensnachteile bewirken, ist Tateinheit möglich.

## Kriminologie
Das Bundeskriminalamt gibt jährlich eine Statistik über alle in Deutschland gemeldeten Straftaten heraus, die Polizeiliche Kriminalstatistik. Seit 1993 erfasst diese das gesamte Bundesgebiet. In den Statistiken von 1991 und 1992 wurden die alten Bundesländer und das gesamte Berlin erfasst. Frühere Statistiken erfassen lediglich die alten Bundesländer.
Die Untreue stellt neben dem Betrug eine zentrale Norm des Vermögensstrafrechts dar. Zwar ist die Anzahl der gemeldeten Taten wesentlich geringer als bei den Betrugsdelikten (2019: 832.966 Betrugstaten), allerdings übersteigt die durchschnittliche Schadenshöhe einer Untreue die eines Betrugs um circa das 15fache.

Nachdem die Anzahl der gemeldeten Fälle in den 90er Jahren deutlich anstieg und im Anschluss einige Jahre bei knapp über 10.000 Taten blieb, nimmt die Anzahl gemeldeter Fälle seit 2012 stetig ab. 2019 wurden 6.155 Fälle von Untreue erfasst. Die Aufklärungsquote liegt mit über 97 % durchgängig auf einem überdurchschnittlich hohen Niveau. Vermutet wird allerdings ein hohes Dunkelfeld, da die Anzeigebereitschaft aufgrund der Sorge des Opfers um Reputationsverlust und der äußerst unscharfen Abgrenzung von strafbarem und straflosem Verhalten bei geringen Schadenshöhen eher gering ist.
- Diagrammdaten:
- Definition |
- Rohdaten |
- Hilfe

|      | erfasste Fälle | erfasste Fälle        |                  |
| Jahr | insgesamt      | pro 100.000 Einwohner | Aufklärungsquote |
| ---- | -------------- | --------------------- | ---------------- |
| 1987 | 4.311          | 7,1                   | 98,1 %           |
| 1988 | 4.312          | 7,0                   | 99,4 %           |
| 1989 | 4.551          | 7,4                   | 99,1 %           |
| 1990 | 5.297          | 8,5                   | 100,0 %0         |
| 1991 | 4.959          | 7,6                   | 97,9 %           |
| 1992 | 4.573          | 7,0                   | 99,2 %           |
| 1993 | 5.182          | 6,4                   | 98,7 %           |
| 1994 | 6.228          | 7,7                   | 97,2 %           |
| 1995 | 9.972          | 12,2                  | 97,5 %           |
| 1996 | 10.610         | 13,0                  | 99,3 %           |
| 1997 | 11.576         | 14,1                  | 99,7 %           |
| 1998 | 11.892         | 14,5                  | 99,3 %           |
| 1999 | 11.481         | 14,0                  | 99,8 %           |
| 2000 | 11.480         | 14,0                  | 99,1 %           |
| 2001 | 10.455         | 12,7                  | 98,8 %           |
| 2002 | 11.758         | 14,3                  | 99,6 %           |
| 2003 | 12.640         | 15,3                  | 0100,3 %         |
| 2004 | 11.020         | 13,4                  | 99,1 %           |
| 2005 | 12.032         | 14,6                  | 98,7 %           |
| 2006 | 10.385         | 12,6                  | 98,4 %           |
| 2007 | 12.761         | 15,5                  | 98,7 %           |
| 2008 | 11.005         | 13,4                  | 98,2 %           |
| 2009 | 12.577         | 15,3                  | 98,2 %           |
| 2010 | 10.186         | 12,5                  | 98,3 %           |
| 2011 | 10.697         | 13,1                  | 98,2 %           |
| 2012 | 8.471          | 10,4                  | 97,7 %           |
| 2013 | 8.512          | 10,4                  | 98,0 %           |
| 2014 | 8.696          | 10,8                  | 98,1 %           |
| 2015 | 7.410          | 9,1                   | 97,6 %           |
| 2016 | 7.164          | 8,7                   | 98,1 %           |
| 2017 | 6.041          | 7,3                   | 97,6 %           |
| 2018 | 6.611          | 8,0                   | 97,8 %           |
| 2019 | 6.155          | 7,4                   | 97,4 %           |
| 2020 | 5.823          | 7,0                   | 97,1 %           |
| 2021 | 4.721          | 5,7                   | 95,4 %           |
| 2022 | 4.850          | 5,8                   | 95,5 %           |
| 2023 | 5.217          | 6,2                   | 94,8 %           |
| 2024 | 5.453          | 6,4                   | 95,0 %           |
| 1.   |                |                       |                  |

## Verwandte Tatbestände

### Depotunterschlagung
§ 34 des Depotgesetzes (DepotG) regelt den Tatbestand der Depotunterschlagung. Hiernach macht sich strafbar, wer über ein Wertpapier, das ihm als Verwahrer, Pfandgläubiger oder Kommissionär anvertraut worden ist, in rechtswidriger Weise verfügt, um sich selbst zu bereichern. Die Norm ist subsidiär zur Unterschlagung (§ 246 StGB) und zur Untreue (§ 266 StGB), weswegen die praktische Bedeutung von § 34 DepotG äußerst gering ist.

### Vorenthalten und Veruntreuen von Arbeitsentgelt
§ 266a StGB sanktioniert verschiedene missbräuchliche Handlungen des Arbeitgebers in Bezug auf das Arbeitsentgelt. Gemeinsam ist diesen Handlungen, dass als Täter nur Arbeitgeber oder Personen in vergleichbaren Stellungen in Betracht kommen.
Der Schutzzweck der jeweiligen Handlungsverbote variiert: Die Absätze 1 und 2 schützen die Solidargemeinschaft davor, dass der Arbeitgeber Sozialversicherungsbeiträge vorenthält. Abs. 1 bezieht sich dabei auf die Pflichtbeiträge des Arbeitnehmers, Abs. 2 auf Beiträge, die zumindest anteilig vom Arbeitgeber aufzubringen sind. Abs. 3 schützt demgegenüber das Vermögens des Arbeitnehmers. Hiernach macht sich strafbar, wer Anteile des Entgelts des Arbeitnehmers, die an einen Dritten abzuführen sind zurückbehält und den Arbeitnehmer hierüber nicht informiert.

### Missbrauch von Scheck- und Kreditkarten
§ 266b StGB schützt den Aussteller einer Scheck- oder Kreditkarte vor deren missbräuchlicher Nutzung durch ihren Inhaber. Unter einer missbräuchlichen Nutzung versteht die Norm das Ausnutzen der Möglichkeit, den Aussteller mittels der Karte zu einer Zahlung zu veranlassen, ohne dass die hierfür notwendigen Voraussetzungen im Innenverhältnis gegeben sind. Dies ist beispielsweise der Fall, wenn jemand mittels einer Kreditkarte deren Aussteller zu Zahlungen verpflichtet, obwohl er hierdurch den ihm eingeräumten Kreditrahmen überschreitet. Dieser Tatverlauf ähnelt dem der Untreue. Ein wesentlicher Unterschied zwischen § 266b und § 266 StGB besteht indessen darin, dass § 266b StGB keine Vermögensbetreuungspflicht voraussetzt. Eine solche hat der Karteninhaber als Bankkunde gegenüber der kartenausstellenden Bank nicht, weshalb der skizzierte Fehlgebrauch einer Zahlungskarte keine Untreue ist. Um vor dem Hintergrund des aufkommenden bargeldlosen Zahlungsverkehrs Strafbarkeitslücken zu vermeiden, fügte der Gesetzgeber § 266b im Jahr 1986 in das Strafgesetzbuch ein.